# Hermann Euler (Zahnmediziner)

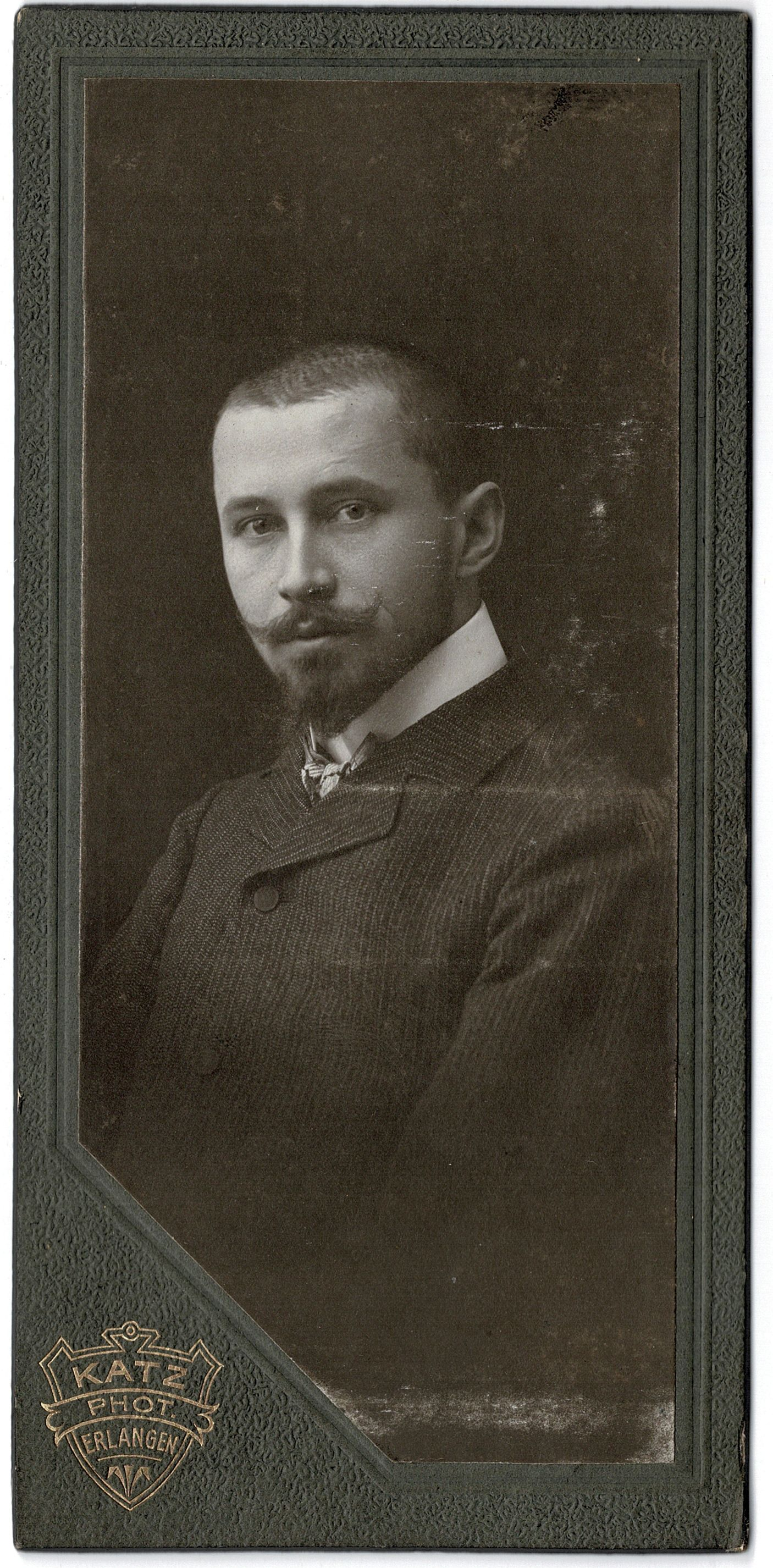
Hermann Euler, 1898

Hermann Euler (* 13. Mai 1878 in Carlsberg (Pfalz); † 17. April 1961 in Köln) war ein deutscher Zahnmediziner.

## Biografie
Euler begann an der Friedrich-Alexander-Universität Erlangen Zahnmedizin zu studieren. 1898 wurde er im Corps Baruthia recipiert. Als Inaktiver wechselte er an die Ruprecht-Karls-Universität Heidelberg und die Albert-Ludwigs-Universität Freiburg. 1902 wurde er in Erlangen zum Dr. med. promoviert. Von 1902 bis 1904 arbeitete er als Assistenzarzt an der Mittelfränkischen Heil- und Pflegeanstalt Erlangen. Von 1905 bis 1911 war er Assistent am Zahnärztlichen Universitätsinstitut in Heidelberg. Im Jahr 1907 habilitierte er sich bei Gottlieb Port für Zahnheilkunde.
Die Universität Erlangen berief ihn 1911 auf ein Extraordinariat. Mit Gottlieb Port verfasste er 1915 das Lehrbuch der Zahnheilkunde. Es wurde unter dem Namen „Port-Euler“ in mehreren Auflagen über viele Jahrzehnte für Generationen von Studierenden und Zahnärzten zum wissenschaftlichen Standardwerk. 1921 folgte er dem Ruf der Georg-August-Universität Göttingen auf ihren Lehrstuhl für Zahnheilkunde. 1924 wechselte er als Direktor an das Zahnärztliche Institut der Schlesischen Friedrich-Wilhelms-Universität. 1932 wurde er in die Deutsche Akademie der Naturforscher Leopoldina gewählt. 1933 trat er der Einheitsfront der Zahnärzte bei, um sich dem nationalsozialistischen „Führerprinzip“ zu verpflichten, einem fundamentalen Prinzip des Faschismus der Zwischenkriegszeit und seiner Führerparteien. Euler war seit 1933 Mitglied im NSLB, seit 1934 in der NSV, dem NSKK und dem NSAHB. Am 30. Mai 1937 beantragte er die Aufnahme in die NSDAP und wurde rückwirkend zum 1. Mai desselben Jahres aufgenommen (Mitgliedsnummer 4.660.341). 1938 wurde er Mitglied im NSDÄB und dem (1935 aus dem NSLB als eigenständige Organisation hervorgegangenen) NSDDB. Er trug als Dekan der Medizinischen Fakultät an der Universität Breslau (1933–36) die Verantwortung für umfassende „Säuberungsaktionen“ an der Fakultät. So sollten etwa gemäß einem Protokoll vom 9. März 1934 nach Eulers Empfehlung 15 von 20 „nichtarischen“ Hochschullehrern der Medizinischen Fakultät „eliminiert“ werden.
Seit 1928 Präsident der Deutschen Gesellschaft für Zahn-, Mund- und Kieferheilkunde (DGZMK), vollzog er 1938 die Aufnahme der zahnärztlichen Arbeitsgemeinschaft für medizinisch-biologische Heilweisen, der er selbst beitrat. 1945 erhielt er bis Juni 1946 eine Notanstellung an der Universität Leipzig. 1945 war er wieder zum vorläufigen Präsidenten der DGZMK gewählt worden und blieb dies bis 1954. Danach nahm er als Gastprofessur einen bis 1952 bestehenden Lehrauftrag an der Universität zu Köln wahr, nachdem er bereits seit 1947 dort Gastvorlesungen gehalten hatte.
Von 1949 bis 2006 wurden von der DGZMK mit der Hermann-Euler-Medaille jährlich besonders verdiente und herausragende Persönlichkeiten geehrt. Wegen Eulers inzwischen nachgewiesener „Mitwirkung bei den nationalsozialistischen Säuberungsaktionen“ an der Universität Breslau wird diese Auszeichnung seither nicht mehr mit seinem Namen unterlegt. Auch die ehemalige Hermann-Euler-Gesellschaft, eine Vereinigung für zahnärztlichen Fortbildung, änderte ihren Namen.

## Ehrungen
- 1953: Verdienstorden der Bundesrepublik Deutschland, Großes Verdienstkreuz[8]
- Ehrenpräsident der Deutschen Gesellschaft für Zahn-, Mund- und Kieferheilkunde (DGZMK)
- Stiftung einer Hermann-Euler-Plakette durch die DGZMK
- Errichtung einer Hermann-Euler-Gesellschaft
- seit 1955 regelmäßige Vergabe der Hermann-Euler-Medaille an herausragende Fachvertreter
- 1957 Ehrung mit dem hochangesehenen Miller-Preis
- 1959 Ehrendoktor der Universität Leipzig
- zweistellige Zahl von an ihn verliehenen Ehrenmitgliedschaften in Fachgesellschaften des In- und Auslandes

Die DGZMK tritt für die Umbenennung von Preisen, Medaillen, und Institutionen ein, die nach neuer Kenntnis nach Nationalsozialisten benannt sind. Deshalb wurde, auch bezüglich Hermann Euler, die nach ihm benannten Preise und Institutionen nachträglich aberkannt. So wurde die Hermann-Euler-Medaille bereits 2005 in DGZMK-Medaille durch die DGZMK umbenannt.

## Werke
- Lebenserinnerungen eines Lehrers der Zahnheilkunde. Hanser, München 1949.